# الجمعية الفلكية الملكية الكندية
الجمعية الفلكية الملكية الكندية (بالإنجليزية: Royal Astronomical Society of Canada) هي منظمة خيرية وطنية غير ربحية مكرسة للنهوض بعلم الفلك. في الوقت الحالي، هناك 28 فرعًا محليًا للجمعية، تسمى المراكز، في البلدات والمدن في جميع أنحاء البلاد من سانت جونز إلى فيكتوريا، وفي أقصى الشمال مثل وايت هورس. يوجد بالجمعية حوالي 5100 عضو. تتكون العضوية بشكل أساسي من فلكيين هواة وتضم أيضًا العديد من علماء الفلك المحترفين ومعلمي علم الفلك.

## التاريخ
RASC لها جذورها الأصلية في تورنتو، أونتاريو، كندا، حيث بدأت مجموعة من الأصدقاء الالتقاء في عام 1868 كجزء من «نادي تورنتو الفلكي». تم تأسيس النادي رسميًا باسم «الجمعية الفلكية والفيزيائية لتورنتو» في عام 1890، ويعتبر هذا تاريخ تأسيس الجمعية. نما النادي بمرور الوقت، وبحلول عام 1900، أصبحت المجتمعات المحيطة تابعة للمجموعة. في 3 مارس 1903، تم تغيير اسم النادي إلى «الجمعية الفلكية الملكية الكندية» بعد تقديم الالتماس الملك إدوارد السابع لاستخدام البادئة "Royal" في اسم المجموعة. في ذلك الوقت كانت تضم 120 عضوا. في أكثر من قرن منذ التأسيس الرسمي، توسعت RASC عبر كندا بمراكز في 28 مدينة، ووصلت إلى كل مقاطعة في كندا باستثناء جزيرة الأمير إدوارد.

## منظمة

### التفويض
تفويض RASC يتكون من خمسة أضعاف:
لتحفيز الاهتمام وتعزيز وزيادة المعرفة في علم الفلك والعلوم ذات الصلة؛ اقتناء وصيانة المعدات والمكتبات والممتلكات الأخرى اللازمة لتحقيق أهدافها؛ لنشر المجلات والكتب والمواد الأخرى التي تحتوي على معلومات حول التقدم في علم الفلك وعمل الجمعية؛ لتلقي وإدارة الهدايا والتبرعات والوصايا من أعضاء الجمعية وغيرهم؛ لتقديم المساهمات وتقديم المساعدة للأفراد والمؤسسات العاملة في دراسة علم الفلك والنهوض به.

### امر رسمى
تفويض RASC هو خمسة أضعاف:
1. لتحفيز الاهتمام وتعزيز وزيادة المعرفة في علم الفلك والعلوم ذات الصلة؛
2. حيازة وصيانة المعدات والمكتبات والممتلكات الأخرى اللازمة لتحقيق أهدافها؛
3. لنشر المجلات والكتب والمواد الأخرى التي تحتوي على معلومات حول التقدم في علم الفلك وعمل الجمعية؛
4. لتلقي وإدارة الهدايا والتبرعات والوصايا من أعضاء الجمعية وغيرهم؛
5. لتقديم المساهمات وتقديم المساعدة للأفراد والمؤسسات العاملة في دراسة علم الفلك والنهوض به.

### مكتب الجمعية
يعمل في مكتب المجتمع في تورنتو ثلاثة موظفين. المدير التنفيذي راندي أتوود، والمسؤولة المالية ريناتا كوزيول، ومديرة المكتب جوليا نيسر.

### مجموعة مخرجين
- رئيس (1 سنة)
- النائب الأول للرئيس (لمدة عام، رئيس لجنة المطبوعات ورئيس لجنة الدستور)
- النائب الثاني للرئيس (لمدة عام، رئيس لجنة الترشيح)
- أمين الصندوق (لمدة عام، رئيس اللجنة المالية)
- سكرتير وطني (مدة سنة واحدة)
- ما يصل إلى أربعة (4) مديرين
- مدير تنفيذي (معين - بدون حق التصويت)

### المجلس الوطني
| مندوبي المركز - ممثل واحد على الأقل من كل مركز، بالإضافة إلى ممثلين من الأعضاء غير المرتبطين الرؤساء السابقون - الرئيس السابق المحررين - محرر كتيب المراقب (5 سنوات) - محرر مجلة (5 سنوات) - محرر التقويم المراقب (5 سنوات) - محرر النشرة (5 سنوات) | طاقم العمل (بدون حق التصويت) - موظف مالي اللجان الدائمة (رؤساء) - تصوير فلكي - الجوائز (الرئيس السابق) - الدستور (النائب الأول للرئيس) - التعليم والتوعية العامة - المالية (أمين الصندوق) - جمع التبرعات - التاريخ - تكنولوجيا المعلومات - الحد من التلوث الضوئي - العضوية والتنمية - الترشيح (النائب الثاني للرئيس) - المراقبة - المطبوعات (النائب الأول للرئيس) |

### تصريف الأعمال
يقوم المركز الإقليمي لخدمات الطيران (RASC) بإجراء أعماله من خلال مجلس إدارة مع اجتماعات منتظمة، بالإضافة إلى اجتماعين مجدولين في الجمعية العامة، والتي تُعقد عادةً في عطلة نهاية الأسبوع الطويلة في مايو أو يوليو (GA). يتم استضافة الجمعية العامة من قبل أحد المراكز، مع اجتماعات سنوية بالتناوب بين شرق وغرب كندا. اجتماعات تتبع قواعد النظام لروبرت وتحكمها اللوائح الداخلية للجمعية.

### أعضاء ملاحظة
يضم RASC العديد من الأعضاء المرموقين والمعروفين. يشتهر البعض بإنجازاتهم، والبعض الآخر لاعترافهم مع وسام كندا.
الرئيس الفخري الحالي دكتور دوغ هوب (2018-2022)
انضم د. هوب إلى RASC كطالب في عام 1960 وهو عضو نشط منذ ذلك الحين. شغل منصب رئيس مركز إدمونتون وكان رئيسًا للجمعية من عام 1992 إلى عام 1994. وفاز بجائزة خدمة RASC عام 1982، ونشأ في سانت كاثرينز، أونتاريو، ودرس علم الفلك في جامعة تورنتو، حيث التقى به الزوجة جوان. منذ انضمامه إلى هيئة التدريس في جامعة ألبرتا في عام 1969، قام الدكتور هوب بتوجيه أجيال من طلاب علم الفلك وأعضاء RASC. لديه أيضًا سجل قوي كباحث ومسؤول ومروج لعلم الفلك. كتب العديد من المقالات في منشورات RASC والمجلات العلمية. يواصل دوج وجوان هوب القيام بدور نشط في أنشطة المركز الإقليمي لخدمات الطيران، بما في ذلك الجمعية العامة الأخيرة في كالجاري. يخلف هوب الدكتور جون بيرسي من تورنتو كرئيس فخري، وتستمر ولايته لمدة أربع سنوات حتى الجمعية العامة في عام 2022.

## المراكز
يقوم كل مركز من مراكز الجمعية بمجموعة متنوعة من الأنشطة التي تهم أعضائها والجمهور. في اجتماعات منتظمة، يلقي علماء الفلك المحترفون والهواة المشهورون محاضرات حول مجموعة متنوعة من الموضوعات ذات الاهتمام الحالي. بالإضافة إلى ذلك، هناك مجموعات دراسية ومجموعات ذات اهتمامات خاصة. تنشر معظم المراكز النشرات الإخبارية الخاصة بها وتقيم أحداث المراقبة الجماعية الخاصة بها. يشارك بعض الأعضاء في عمليات رصد منتظمة للنجوم المتغيرة، والاختفاء على القمر، والبقع الشمسية، والنيازك، والمذنبات، وظواهر أخرى؛ يطور آخرون مهارات خاصة مثل التصوير الفلكي في ورش العمل.

### التواصل
تحتوي معظم المراكز على برامج تثقيفية عامة، بما في ذلك ليالي نجوم التوعية الخاصة عندما يتم منح الجمهور فرصة للنظر من خلال تلسكوب بإذن من أحد متطوعي RASC. في عام 2009، السنة الدولية لعلم الفلك، كان للعديد من المراكز دور فعال في تنظيم أحداث التوعية التعليمية في علم الفلك لمجتمعاتهم المحلية. كما تدير لجنة الحد من التلوث الضوئي التابعة لـ RASC لجنة مكافحة التلوث الضوئي في كندا محمية السماء المظلمة البرنامج، والعمل مع المتنزهات الإقليمية والوطنية لإنشاء اتفاقيات إدارة للحفاظ على ظلام سماء الليل.